# Молефе, Табанг
Табанг Молефе (англ. Thabang Molefe; 11 апреля 1979, Почефструм, ЮАР) — южноафриканский футболист, выступавший на позиции защитника за национальную сборную Южной Африки и целый ряд клубов.

## Клубная карьера
Во взрослом футболе дебютировал в 1999 году выступлениями за команду клуба «Горица», в которой провёл один сезон, приняв участие в 5 матчах чемпионата.
Своей игрой за эту команду привлек внимание представителей тренерского штаба клуба «Джомо Космос», к составу которого присоединился в 2000 году. В своем дебютном сезоне за команду из Йоханнесбурга сыграл в 13 матчах чемпионата, в последующих сезонах выходил на поле чаще. Большинство времени, проведённого в составе «Джомо Космос», был основным игроком защиты команды. Однако его команда не достигла значительных успехов. В 2002 году уехал в Норвегию, но играть в основном составе ФК «Люн» не сумел и сразу же вернулся к «Джомо Космос». За период выступлений в «Джомо» лучшим достижением команды в национальной соккер-лиге Южной Африки стало 4-е место в сезонах 2001 и 2002 годов. Всего сыграл в 102 матчах национального чемпионата.
Летом 2003 года заключил контракт с клубом «Ле-Ман», в составе которого провёл следующие два года своей карьеры игрока. В первый же год своего пребывания в команде «Ле-Ман» по итогам сезона занял предпоследнее место в турнирной таблице Лиги 1 и вылетел в Лигу 2. По ходу сезона воспитанник «Джомо Космос» решил вернуться на родину. В конце концов, Табанг подписал контракт с «Орландо Пайретс», в составе которого за два года завершил карьеру.

## Карьера в сборной
В составе национальной сборной ЮАР дебютировал 13 марта 2001 года в ничейном (1:1) поединке против Маврикии. В 2002 году Джомо Соно включил Молефе в список из 23-х игроков, которые должны были готовиться для участия в чемпионате мира по футболу. На мундиале в Южной Корее и Японии заняли 3-е место в своей группе и покинули турнир. На этом турнире Табанг был игроком резерва и сыграл в первом матче, проигранном (2:3) Испании, когда на 80-й минуте заменил Лукаса Радебе. Также принимал участие в Кубке африканских наций 2004 года в Тунисе. Последний матч в составе сборной провел в июне 2004 года. В течение карьеры в национальной команде, которая длилась 3 года, провел в форме главной команды страны 20 матчей.
Во время товарищеского матча против сборной Англии травмировал Дэвида Бекхэма. Произошло это во втором тайме во время игрового столкновения. После замены Дэвида, капитана сборной Англии сразу же отвезли в больницу, где диагностировали перелом запястья.